# Palazzo Corsi-Albizi
Palazzo Corsi-Albizi ,  è un edificio civile del centro storico di Firenze, situato tra via dell'Oriuolo 9 a Firenze.

## Storia e descrizione
Si tratta di un bel palazzo con la facciata d'impianto cinquecentesco, organizzata su quattro piani estesi per cinque assi, con il portone incorniciato da bugne di pietra. Secondo modi propri del periodo le bugne si ripetono, rilevate, anche attorno alle finestre del primo piano, mentre al secondo piano appaiono a filo dell'intonaco. Il terzo piano è da interpretarsi come una soprelevazione più tarda. 
Il repertorio di Bargellini e Guarnieri (così come quello del 1972) indica il palazzo come appartenuto agli Albizi, poi alla famiglia Corsi, quindi alla monache di San Pier Maggiore, facendo in quest'ultimo caso riferimento a un pietrino a forma di rotella con le due chiavi di San Pietro decussate, rilevato nella parte bassa della facciata, che tuttavia oggi non è visibile (lo si trova, invece, sull'edificio antistante, al numero 36 rosso).

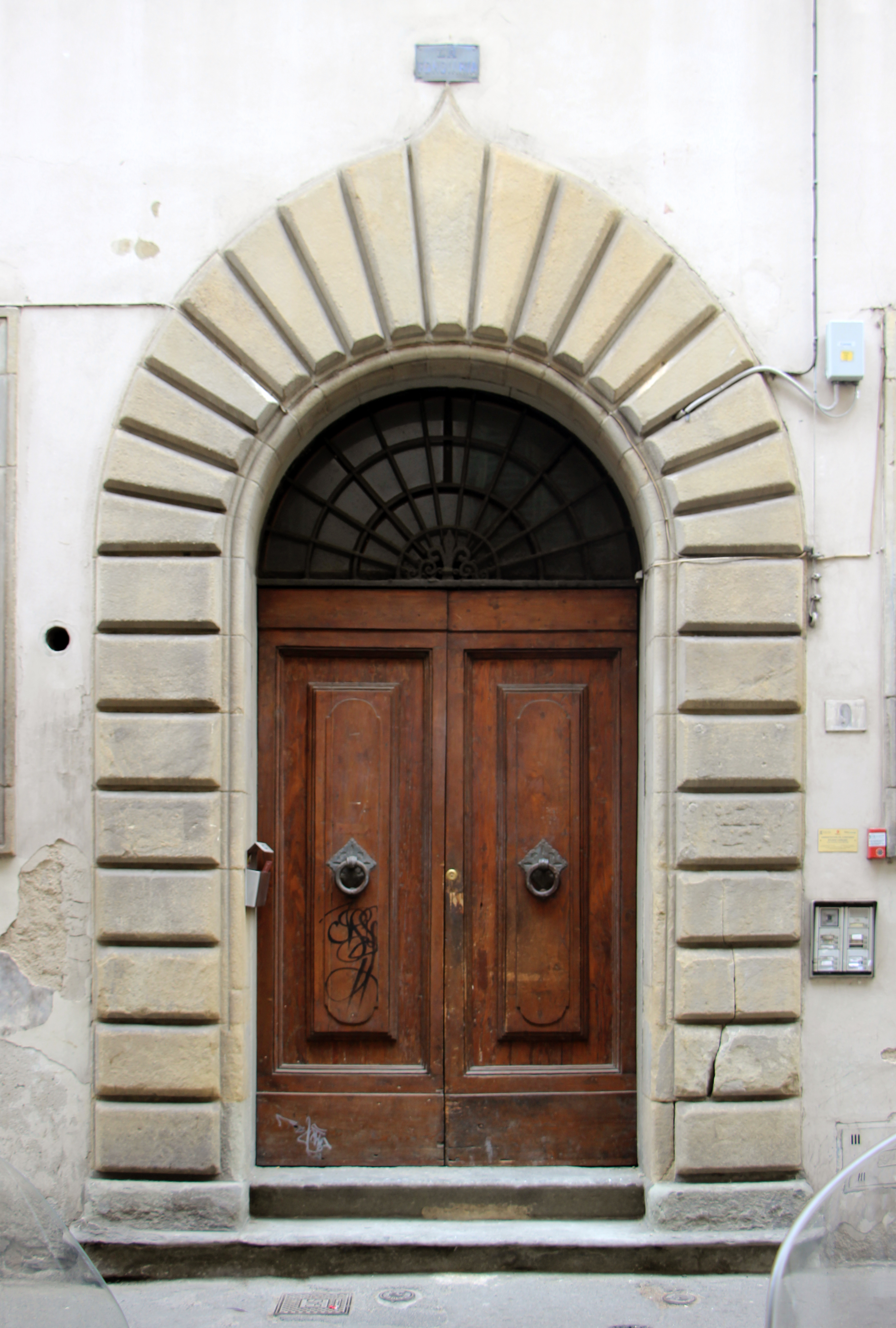
Portale
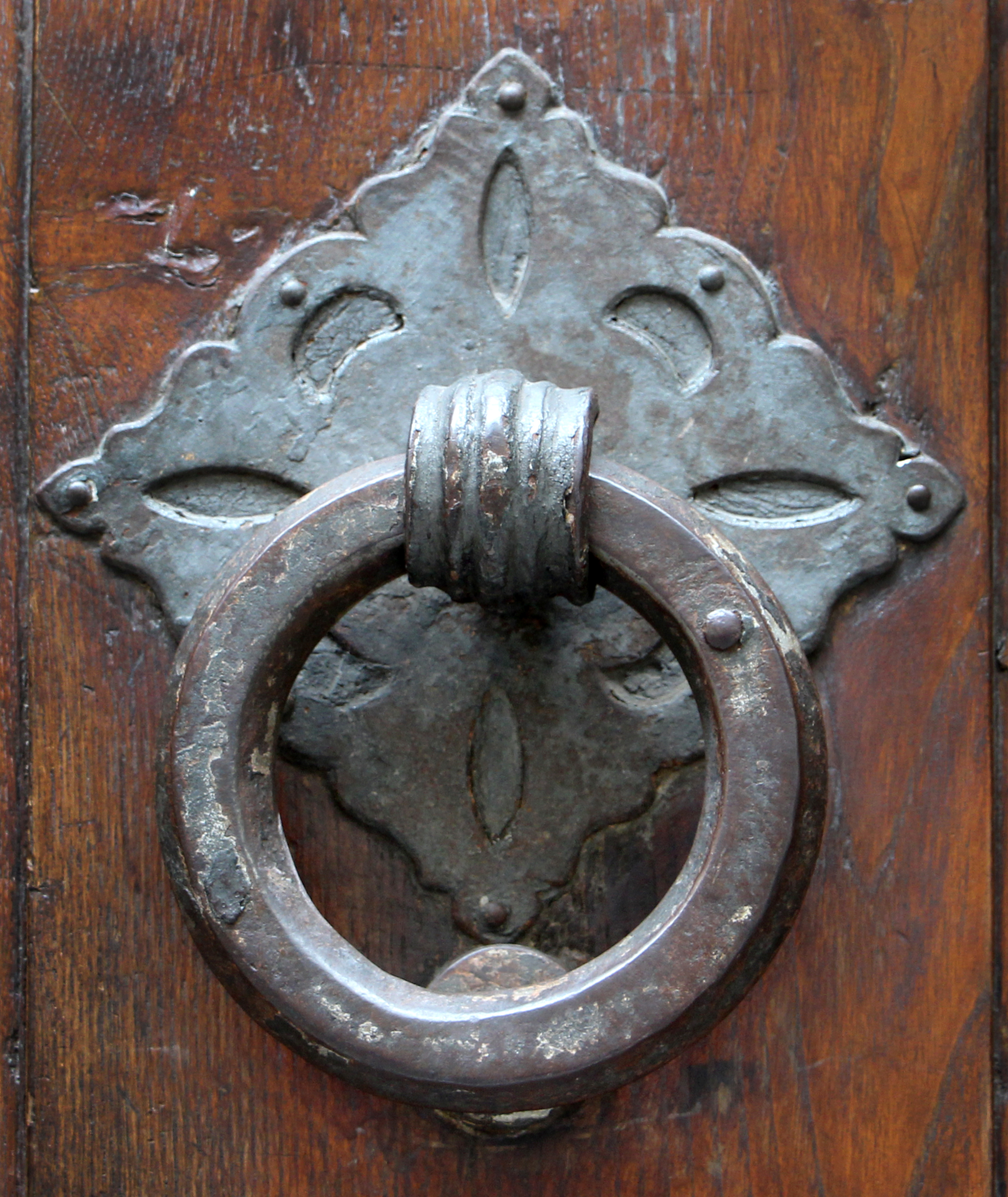
Maniglia